# One Special Victory
Pour plus de détails, voir Fiche technique et Distribution.
One Special Victory est un téléfilm dramatique américain réalisé par Stuart Cooper et sorti en 1991.

## Fiche technique
- Titre original : One Special Victory
- Réalisation : Stuart Cooper
- Scénario : Clifford Campion et Betty Goldberg, d'après B-Ball: The Team That Never Lost a Game de Ron Jones
- Photographie : Steve Yaconelli
- Montage : Edward M. Abroms
- Musique : Billy Goldenberg
- Costumes :
- Décors : Rick Gentz
- Producteur :
  - Producteur associé : Edward M. Abroms
  - Producteur délégué : Susan Baerwald et John Larroquette
  - Coproducteur : Rona Edwards et Joseph M. Ellis
- Sociétés de production : Susan Baerwald Productions, Port Street Films et NBC Productions
- Sociétés de distribution : NBC
- Pays d'origine :  États-Unis
- Langue originale : anglais
- Format : couleur
- Genre : Drame
- Durée : 96 minutes
- Dates de sortie : 
  - États-Unis : 8 décembre 1991

## Distribution
- John Larroquette : Bo
- Kathy Baker : Ellen
- Christine Estabrook : Ruthie
- Dirk Blocker : Joey
- Gregory Millar : Bruce
- Joseph Asaro : Spike
- Beah Richards
- Ray Walston : Wurtz
- Phil Hartman : Mike Rutten
- Denis Arndt : Jack Arner
- Angela Bassett : Lois
- Richard Venture
- Concetta Tomei
- Joe Pantoliano
- David Steen